# Золя (гранатомёт)
M80 «Золя» (серб. М80 Зоља) — сербский противотанковый гранатомёт, состоящий на вооружении стран бывшей Югославии.

## Общие сведения
«Золя» появилась на свет в 1970-е годы. Будучи сделанной из армированной пластмассы, она была разработана специально для борьбы с бронетехникой и укреплениями противниками. Уникальность этого оружия в том, что пусковая установка и контейнер соединены в одну конструкцию. ПТРК «Золя» является аналогом ранних вариантов M72 LAW, но более эффективно борется с бронетехникой за счёт большей дальности и скорости снаряда. Состоит на вооружении Сербии, Северной Македонии, Черногории и других стран бывшей СФРЮ.

## Описание

### Пусковая установка
Пусковая труба создана из армированной пластмассы, благодаря малой массе позволяет переносить «Золю» на любое расстояние. Расположение огневого механизма, прицелов и ручек позволяет избежать сильной отдачи.

### Ракета
Калибр ракеты — 64 мм, она состоит из взрывающейся боеголовки и стабилизующих крыльев. Пробивает под прямым углом стальную броню толщиной до 300 мм, с расстояния 240 м попадает в цель высотой 2,5 м. Если ракета не достигает цели в течение 4-6 секунд, то автоматически взрывается. Взрыв боеголовки во всех случаях основан на пьезоэлектрическом эффекте.

## Применение

### Техника стрельбы
ПТРК для стрельбы нужно удерживать в руках. Стрелок должен открыть заслонки с обоих концов пусковой установки. Устанавливая левой рукой снаряд в ПТРК, правой рукой оператор придерживает задний затвор. Если снаряд установлен правильно, то задний затвор не должен закрыться произвольно. Стрелок выбирает верную позицию для стрельбы, следя за задним затвором, прицеливается и нажимает на спусковой крючок, чтоб выпустить ракету. После этого пустая труба утилизируется.

### В бою
В ходе югославских войн это оружие применялось как военными лицами, так и гражданскими. Организованная преступность стала также применять подобное оружие: в ноябре 1999 года в одном из округов Загреба из M80 был взорван автомобиль с находящимися в нём людьми. Преступника тогда найти не удалось. Также члены Земунской бандитской группировки организовали покушение на сербского Премьер-министра Зорана Джинджича: несмотря на то, что попасть в него снарядом из M80 не удалось, заместитель командира отряда спецназа МВД Сербии Звездан Йованович из снайперской винтовки смертельно ранил Джинджича. Также эта ракетная установка использовалась войсками Индонезии для борьбы с повстанцами в Восточном Тиморе.

## Галерея

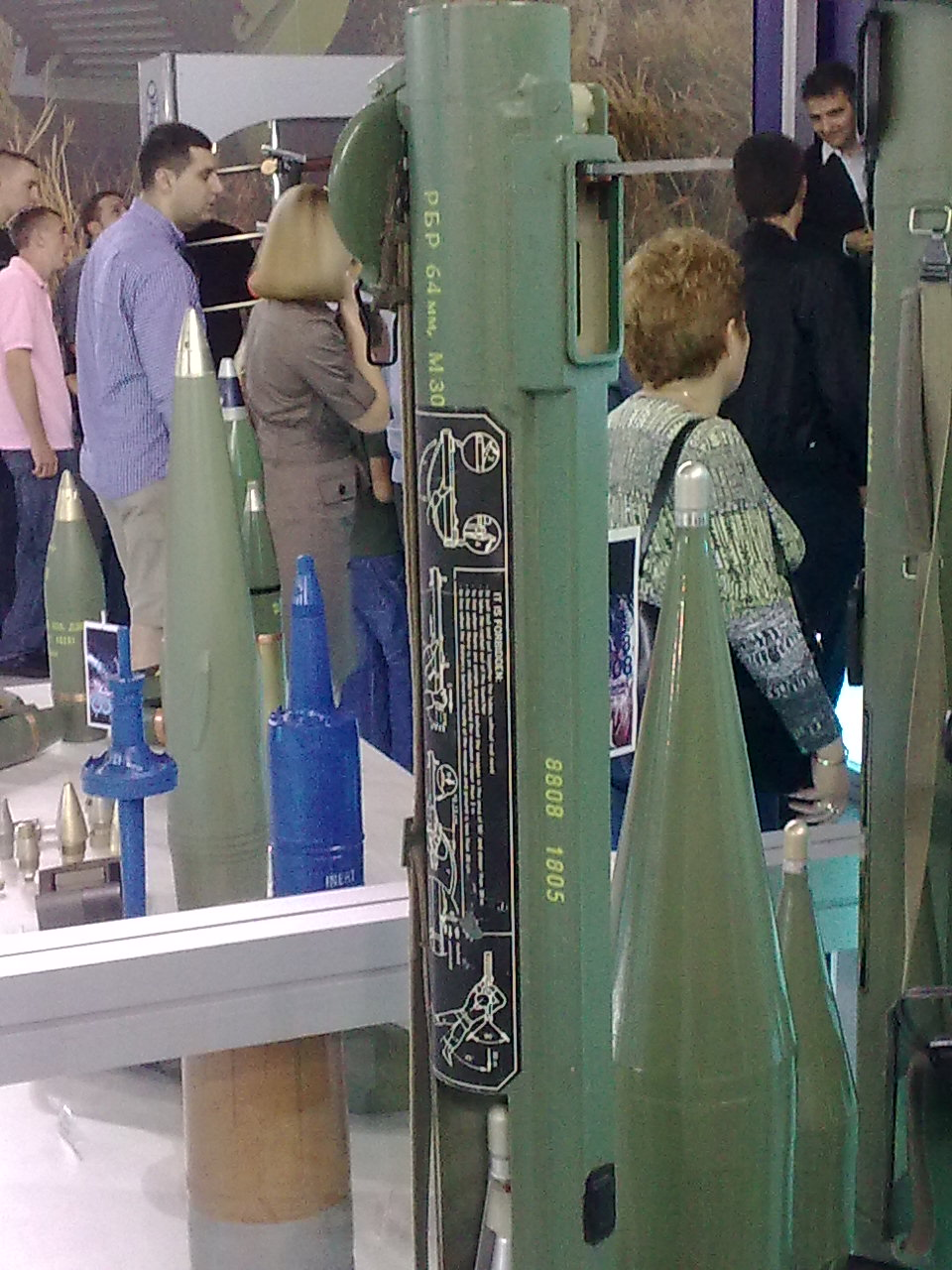
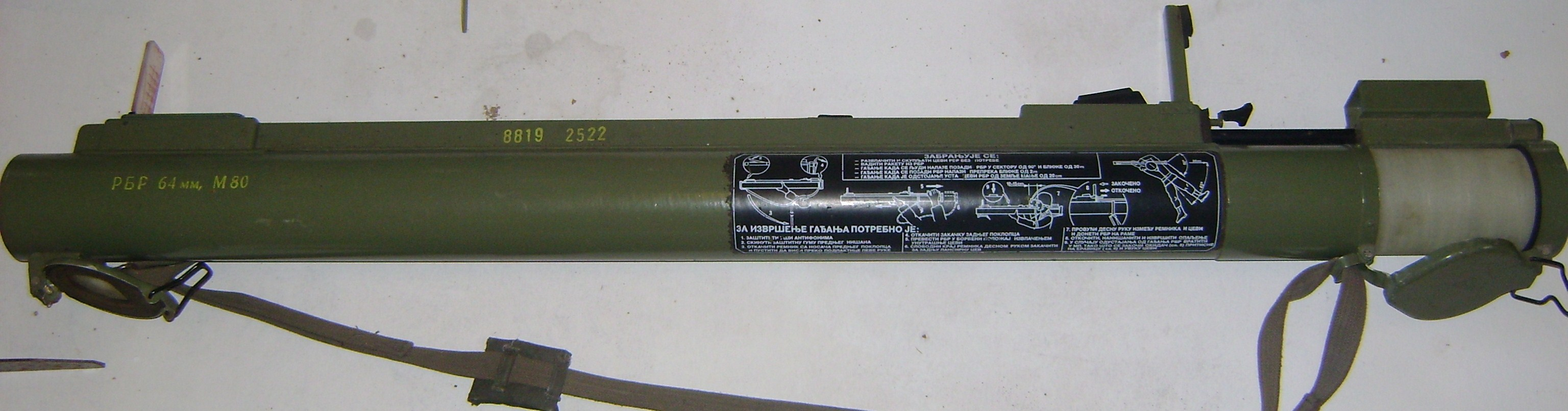

### Где используется
- Босния и Герцеговина — более 450
- Косово — более 500
- Хорватия — более 1000
- Северная Македония — более 400
- Черногория — более 165
- Сингапур
- Сербия — более 6 тысяч
- Словения
- Индонезия